# كراكر
الكراكر (بالإنجليزية: Crackles)‏ ومفردها كركرة أو الفرقعات (بالإنجليزية: crepitations)‏ أو الخرخرات (بالإنجليزية: rales)‏ هي أصوات تصدرها الرئة المصابة بمرض تنفسي يمكن سماعها بواسطة السماعة الطبية أثناء الشهيق. الكراكر ثنائية الجانب هي حالة صدور الصوت من كلتي الرئتين.
يمكن سماع الكراكر من صدر المصاب بذات الرئة أو انخماص الرئة أو التليف الرئوي أو التهاب القصبات الحاد أو توسع القصبات أو مرض رئوي خلالي أو بضع الصدر أو جذ النقيلة أو وذمة الرئة الناتجة عن قصور القلب.